# هيرم نيلسون
هيرم نيلسون (بالإنجليزية: Herm Nelson)‏ هو منافس ألعاب قوى أمريكي، ولد في 20 سبتمبر 1961.

## وصلات خارجية
- هيرم نيلسون على موقع أوليمبيديا (الإنجليزية)